# Ariane 44L
Ariane 44L – francuska rakieta nośna serii Ariane 4, najczęściej używany model, głównie do startów kilku satelitów naraz. Wykorzystywał 4 dopalacze PAL. Ostatni lot tej rakiety był zarazem ostatnim lotem rakiety serii Ariane 4.

## Starty
1. 5 czerwca 1989, 22:37 GMT; s/n V-31; miejsce startu: kosmodrom Kourou (ELA-2), Gujana Francuska
Ładunek: Superbird A, DFS 1; Uwagi: start udany
2. 27 października 1989, 23:05 GMT; s/n V-34; miejsce startu: kosmodrom Kourou (ELA-2), Gujana Francuska
Ładunek: Intelsat 6A F-2; Uwagi: start udany
3. 22 lutego 1990, 23:17 GMT; s/n V-36; miejsce startu: kosmodrom Kourou (ELA-2), Gujana Francuska
Ładunek: Superbird B, BS 2X; Uwagi: start nieudany – awaria systemu chłodzenia w silniku pierwszego członu, eksplozja po 100 sek. od zapłonu.
4. 24 lipca 1990, 22:25 GMT; s/n V-37; miejsce startu: kosmodrom Kourou (ELA-2), Gujana Francuska
Ładunek: TDF 2, DFS 2; Uwagi: start udany
5. 12 października 1990, 22:58 GMT; s/n V-39; miejsce startu: kosmodrom Kourou (ELA-2), Gujana Francuska
Ładunek: SBS 6, Galaxy 6; Uwagi: start udany
6. 15 stycznia 1991, 23:10 GMT; s/n V-41; miejsce startu: kosmodrom Kourou (ELA-2), Gujana Francuska
Ładunek: Italsat 1, Eutelsat II F2; Uwagi: start udany
7. 14 sierpnia 1991, 23:15 GMT; s/n V-45; miejsce startu: kosmodrom Kourou (ELA-2), Gujana Francuska
Ładunek: Intelsat 6 F-5; Uwagi: start udany
8. 29 października 1991, 23:08 GMT; s/n V-47; miejsce startu: kosmodrom Kourou (ELA-2), Gujana Francuska
Ładunek: Intelsat 6A F-1; Uwagi: start udany
9. 16 grudnia 1991, 23:19 GMT; s/n V-48; miejsce startu: kosmodrom Kourou (ELA-2), Gujana Francuska
Ładunek: Telecom 2A, Inmarsat 2 F3; Uwagi: start udany
10. 26 lutego 1992, 23:58 GMT; s/n V-49; miejsce startu: kosmodrom Kourou (ELA-2), Gujana Francuska
Ładunek: Superbird B1, Arabsat 1C; Uwagi: start udany
11. 15 kwietnia 1992, 23:25 GMT; s/n V-50; miejsce startu: kosmodrom Kourou (ELA-2), Gujana Francuska
Ładunek: Telecom 2B, Inmarsat 2 F4; Uwagi: start udany
12. 9 lipca 1992, 22:42 GMT; s/n V-51; miejsce startu: kosmodrom Kourou (ELA-2), Gujana Francuska
Ładunek: Insat 2A, Eutelsat II F4; Uwagi: start udany
13. 22 lipca 1993, 22:58 GMT; s/n V-58; miejsce startu: kosmodrom Kourou (ELA-2), Gujana Francuska
Ładunek: Hispasat 1B, Insat 2B; Uwagi: start udany
14. 18 grudnia 1993, 01:27 GMT; s/n V-62; miejsce startu: kosmodrom Kourou (ELA-2), Gujana Francuska
Ładunek: DBS 1, THAICOM-1; Uwagi: start udany
15. 8 lipca 1994, 23:05 GMT; s/n V-65; miejsce startu: kosmodrom Kourou (ELA-2), Gujana Francuska
Ładunek: PanAmSat 2, Yuri 3N; Uwagi: start udany
16. 8 października 1994, 01:07 GMT; s/n V-68; miejsce startu: kosmodrom Kourou (ELA-2), Gujana Francuska
Ładunek: Solidaridad 2, Thaicom 2; Uwagi: start udany
17. 6 grudnia 1995, 23:23 GMT; s/n V-81; miejsce startu: kosmodrom Kourou (ELA-2), Gujana Francuska
Ładunek: Telecom 2C, Insat 2C; Uwagi: start udany
18. 12 stycznia 1996, 23:10 GMT; s/n V-82; miejsce startu: kosmodrom Kourou (ELA-2), Gujana Francuska
Ładunek: PanAmSat 3R, Measat 1; Uwagi: start udany
19. 16 maja 1996, 01:56 GMT; s/n V-86; miejsce startu: kosmodrom Kourou (ELA-2), Gujana Francuska
Ładunek: Palapa C2, Amos 1; Uwagi: start udany
20. 9 lipca 1996, 22:24 GMT; s/n V-89; miejsce startu: kosmodrom Kourou (ELA-2), Gujana Francuska
Ładunek: Arabsat 2A, Turksat 1C; Uwagi: start udany
21. 8 sierpnia 1996, 22:49 GMT; s/n V-90; miejsce startu: kosmodrom Kourou (ELA-2), Gujana Francuska
Ładunek: Italsat F2, Telecom 2D; Uwagi: start udany
22. 13 listopada 1996, 22:40 GMT; s/n V-92; miejsce startu: kosmodrom Kourou (ELA-2), Gujana Francuska
Ładunek: Arabsat 2B, Measat 2; Uwagi: start udany
23. 30 stycznia 1997, 22:04 GMT; s/n V-93; miejsce startu: kosmodrom Kourou (ELA-2), Gujana Francuska
Ładunek: GE 2, Nahuel 1A; Uwagi: start udany
24. 3 czerwca 1997, 21:48 GMT; s/n V-97; miejsce startu: kosmodrom Kourou (ELA-2), Gujana Francuska
Ładunek: Inmarsat 3 F4, Insat 2D; Uwagi: start udany
25. 12 listopada 1997, 21:48 GMT; s/n V-102; miejsce startu: kosmodrom Kourou (ELA-2), Gujana Francuska
Ładunek: Sirius 2, Cakrawarta 1; Uwagi: start udany
26. 5 października 1998, 22:51 GMT; s/n V-111: miejsce startu: kosmodrom Kourou (ELA-2), Gujana Francuska
Ładunek: Eutelsat W2, Sirius 3; Uwagi: start udany
27. 28 października 1998, 22:15 GMT; s/n V-113; miejsce startu: kosmodrom Kourou (ELA-2), Gujana Francuska
Ładunek: Afristar, GE 5; Uwagi: start udany
28. 26 lutego 1999, 22:44 GMT; s/n V-116; miejsce startu: kosmodrom Kourou (ELA-2), Gujana Francuska
Ładunek: Arabsat 3A, Skynet 4E; Uwagi: start udany
29. 22 grudnia 1999, 00:50 GMT; s/n V-125; miejsce startu: kosmodrom Kourou (ELA-2), Gujana Francuska
Ładunek: Galaxy 11; Uwagi: start udany
30. 21 listopada 2000, 23:56 GMT; s/n V-136; miejsce startu: kosmodrom Kourou (ELA-2), Gujana Francuska
Ładunek: Anik F1; Uwagi: start udany
31. 7 lutego 2001, 23:05 GMT; s/n V-139; miejsce startu: kosmodrom Kourou (ELA-2), Gujana Francuska
Ładunek: Sicral, Skynet 4F; Uwagi: start udany
32. 9 czerwca 2001, 06:45 GMT; s/n V-141; miejsce startu: kosmodrom Kourou (ELA-2), Gujana Francuska
Ładunek: Intelsat 901; Uwagi: start udany
33. 30 sierpnia 2001, 06:46 GMT; s/n V-143; miejsce startu: kosmodrom Kourou (ELA-2), Gujana Francuska
Ładunek: Intelsat 902; Uwagi: start udany
34. 23 lutego 2002, 06:59 GMT; s/n V-148; miejsce startu: kosmodrom Kourou (ELA-2), Gujana Francuska
Ładunek: Intelsat 904; Uwagi: start udany
35. 29 marca 2002, 01:29 GMT; s/n V-149; miejsce startu: kosmodrom Kourou (ELA-2), Gujana Francuska
Ładunek: Astra 3A, JCSAT 8; Uwagi: start udany
36. 16 kwietnia 2002, 23:02 GMT; s/n V-150; miejsce startu: kosmodrom Kourou (ELA-2), Gujana Francuska
Ładunek: NSS 7; Uwagi: start udany
37. 5 czerwca 2002, 06:44 GMT; s/n V-152; miejsce startu: kosmodrom Kourou (ELA-2), Gujana Francuska
Ładunek: Intelsat 905; Uwagi: start udany
38. 6 września 2002, 06:44 GMT; s/n V-154; miejsce startu: kosmodrom Kourou (ELA-2), Gujana Francuska
Ładunek: Intelsat 906; Uwagi: start udany
39. 17 grudnia 2002, 23:04 GMT; s/n V-156; miejsce startu: kosmodrom Kourou (ELA-2), Gujana Francuska
Ładunek: NSS 6; Uwagi: start udany
40. 15 lutego 2003, 07:00 GMT; s/n V-159; miejsce startu: kosmodrom Kourou (ELA-2), Gujana Francuska
Ładunek: Intelsat 907; Uwagi: start udany